# Клан Карнеги
Карнеги — один из кланов равнинных районов Шотландии.
Название Карнеги происходит от баронства Карнеги в округе Кармайлли (Ангусшир). Карнеги из Саутеска, первоначально именовались от гэльского названия городка Балинхарда (также в Ангусе), и происходили от Джослина де Балинхарда, предки которого владели этими землями. Это название появляется (ок. 1230 года) в документах, касающихся аббатств Арброат и Балмерино.
Джон, потомок Джослина де Баллинхарда, в 1358 году получил во владение баронство Карнеги и принял фамилию Карнеги. Он умер в 1370 году и ему наследовал Джон Карнеги из Карнеги, от которого происходят многие ветви семейства Карнеги из Ангусшира и Кинкардиншира. Прямая линия этого семейства пресеклась в середине XVI столетия, и земли Карнеги были приобретены семейством Карнеги из Киннайрда (округ Брехин), которые восстановили название Карнеги из Карнеги. В 1409 году Дутак де Карнеги, представитель другой ветви, приобрел земли Киннайрда, женившись на наследнице Мариота, но погиб при Харлоу два года спустя. Джон Карнеги из Киннайрда, 4-й лэрд, был убит при Флоддене в 1513 году, и его сын Роберт попал в плен в сражении при Пинки, после освобождения был посвящён в рыцари и назначен лордом парламента и послом во Франции. Его сын, сэр Джон, был сторонником Марии I Стюарт вплоть до её смерти. Ему наследовал его брат, Джон, сын которого, сэр Дэвид, 8-й лэрд Киннайрд, стал в 1616 году лордом Карнеги, а в 1633 году 1-м графом Саутеск. В 1647 году сэр Джон Карнеги, лорд Лоур, брат 1-го графа, получил титул графа Эти, но в 1666 году поменял его на титул графа Северного Эска. (Северные и Южные реки Эск пересекают графство Ангус). Два графа Северного Эска стали адмиралами, последний из них был при Нельсоне в Трафальгарском сражении.
2-й граф, будучи роялистом, был заключен Кромвелем в тюрьму. 5-й граф был лишен титула после того как поддержал дом Стюартов в восстании 1715 года. Он упоминается в песне о «Волынщике o’Данди». 5-й граф не имел детей и поэтому титул перешел к его кузену, 3-му баронету, сэру Джеймсу Карнеги из Питарро, который выкупил семейные владения. В 1855 году его потомок стал 9-м графом Саутеск. Его наследник, 11-й граф женился на принцессе Мод, дочери принцессы Луизы, герцогини Файф, и унаследовал титул герцога Файфа.
Самым известным представителем семейства был Эндрю Карнеги (1835—1919), сын ткача из Данфермлина, семья которого эмигрировала в Пеннсильванию. Начав работать в хлопкопрядильной фабрике в возрасте 13 лет, он стал одним из крупнейших железнодорожных магнатов и сталелитейных фабрикантов Соединенных Штатов. В своей книге «Евангелие Работы» он написал: «позор человеку, который умирает богатым». Поэтому остаток своей жизни он провел, распределяя своё богатство и создавая публичные библиотеки в Шотландии.
Нынешний глава семейства Карнеги, Дэвид Карнеги, 4-й граф Файф, 13-й граф Саутеск, проживает на родовых землях клана в Ангусе — в замке Киннайрд в Брехине.